# 木村英樹 (ナレーター)
木村 英樹（きむら ひでき、1979年6月16日 - ）は、日本の男性ナレーター、声優。
福岡県出身。血液型O型。身長171cm、体重60kg。
福岡スクールオブミュージック卒業。キャラ所属。2002年にデビュー。

## 出演作品

### ナレーション

#### 番組
- プリプリ (テレビ番組)（2012年4月6日 - 9月21日、MBSテレビ）
  - 「プリモノBOOK」→「はたらくプリメン」
- 知っとこ!（MBSテレビ）※ボイスオーバー
- 播州の秋まつりシリーズ（サンテレビジョン）
- 兵庫たつの市民まつり（サンテレビジョン）
- ピースフルラブ・ロックフェスティバル（2006年、Music Japan TV）
- フットサルフェスタ グラムール杯（ケーブルテレビ）
- eo光テレビ　ジュニアサッカークリニック（K-CAT）
- じもっち×じもっち（J:COM 和泉・泉大津）

#### CM
- UHA味覚糖「e-maのど飴」
- クボタ
- キョードー大阪
- タツミコーポレーション
- Workin
- ライスフレンド
- 焼肉専門店「焼肉の名門 天壇」
- 牛乳石鹸共進社
- 上田安子服飾専門学校
- トランスコスモス
- ナショナル
- 京都建築大学校
- 英数学館小学校・中学校・高等学校
- クレド
- マルハン
- アイデム

#### ビデオパッケージ
- ホスピタリティツーリズム専門学校大阪
- 関西福祉科学大学高等学校
- iCloud
- SALT WATER DVD
- オムロン
- ヤーマン「no! no! for Men」
- サンクタス城東深江橋
- フジプレアム
- 辻学園調理・製菓専門学校
- 江崎グリコ
- プラサカプコン
- 中部電力
- ウエディングパーク「ハピカプ大賞」
- 吉村芳生展
- 介護塾
- 大阪

### ビデオパッケージ出演
- トラピックスチャンネル（CM）
- マツヤデンキ（CM）
- ダスキン
- NTT
- 積水ハウス
- 赤帽
- アストラゼネカ
- パナソニック「VIERA」
- 映画「茶々 天涯の貴妃」（エキストラ）

### ゲーム
2002年
- SIMPLE2000シリーズ Vol.19 THE 恋愛シミュレーション 〜私におまカフェ〜　※PS2

2003年
- すいすい Sweet 〜あまい恋の見つけ方〜（秋谷秀和）

2004年
- SIMPLE2000シリーズ Vol.58 THE 外科医（桜庭一稀）※PS2